# 2007年电影
2007年電影大事紀。

## 大事紀
2007年是一個年，它的第一天從星期一開始。
- 1月12日：兩岸三地導演會，在台灣台中市揭幕。
- 2月8日：第57屆柏林影展揭幕。閉幕日是2月18日，中國導演王全安的《圖雅的婚事》獲金熊獎。
- 2月25日：美國奧斯卡金像獎頒獎，改編自港片《無間道》的《神鬼無間》獲最佳影片、最佳導演、最佳改編劇本跟最佳剪接四項大獎。
- 6月29日：台灣導演楊德昌在美國過世。
- 7月30日：瑞典導演英格瑪·柏格曼在瑞典過世，義大利導演米開朗基羅·安東尼奧尼在義大利過世。
- 9月8日：義大利威尼斯影展頒獎，台灣導演李安的《色，戒》（台灣、中國、美國合資）獲最佳影片金獅獎。
- 11月23日：台灣金馬國際影展開幕，向大師致敬單元特別回顧楊德昌、胡金銓跟李翰祥的電影。
- 12月8日：台灣金馬獎頒獎，台灣導演李安的《色，戒》（台灣、中國、美國合資）獲最佳影片、最佳導演等七項大獎。

## 最高票房
按照英语语言电影工业的惯例，以下这些电影是在2007年内新上映的电影中票房最高的。全球、美国和加拿大以及国际（这些截止至2008年2月21日）；英国和澳大利亚分别如下：
| 2007 排名 | 名称     | 公司           | 全球票房     | 美国／加拿大票房 | 英国票房    | 澳大利亚票房 |
| --------- | -------- | -------------- | ------------ | ---------------- | ----------- | ------------ |
| 1         |          | 迪士尼         | $960,996,492 | $309,420,425     | £41,371,858 | $29,085,288  |
| 2         |          | 华纳兄弟       | $938,468,864 | $292,004,738     | £51,507,155 | $29,409,933  |
| 3         |          | 哥伦比亚       | $890,871,626 | $336,530,303     | £34,071,767 | $19,667,403  |
| 4         |          | 梦工厂         | $798,957,081 | $321,012,359     | £39,721,161 | $28,500,981  |
| 5         | 变形金刚 | 梦工厂／派拉蒙 | $708,226,810 | $319,246,193     | £24,126,377 | $23,885,803  |
| 6         |          | 迪士尼／皮克斯 | $621,416,583 | $206,445,654     | £24,706,510 | $13,240,587  |
| 7         |          | 华纳兄弟       | $584,137,442 | $256,393,010     | £26,257,809 | $21,160,195  |
| 8         |          | 福克斯         | $526,864,607 | $183,135,014     | £39,842,000 | $26,654,369  |
| 9         |          | 迪士尼         | $457,364,325 | $219,961,501     | £8,956,842  | $11,790,412  |
| 10        |          | 华纳兄弟       | $456,068,181 | $210,614,939     | £14,225,674 | $12,304,031  |

总体来说，2007年新上映的电影中有51部票房收入达到了1亿美元，达到了大片英語：销量。11部则超过了4亿美元，达成了international blockbuster的销量。这打破了2003年创下的九部电影收入上4亿美元的记录。有两部（和）收入超过了9亿美元，分别摘得全球历史最高票房收入的第五和第六名。
关于2007年票房最高电影的更完整的列表，参见：
- 全球：http://boxofficemojo.com/yearly/chart/?view2=worldwide&yr=2007&p=.htm（页面存档备份，存于）
- 美国和加拿大：http://boxofficemojo.com/yearly/chart/?yr=2007&p=.htm（页面存档备份，存于）
- 英国：http://www.boxofficemojo.com/intl/uk/（页面存档备份，存于）
- 澳大利亚：http://www.boxofficemojo.com/intl/australia/（页面存档备份，存于）

## 重要獎項

### 美國奧斯卡（第79屆）
- 最佳影片：《神鬼無間》（The Departed）
- 最佳導演：馬丁·史柯西斯，《神鬼無間》（The Departed）
- 最佳原著劇本：《小太陽的願望》（Little Miss Sunshine）
- 最佳改編劇本：《神鬼無間》（The Departed）
- 最佳男主角：Forest WHITAKER，《最後的蘇格蘭王》（The Last King of Scotland）
- 最佳女主角：Helen MIRREN，《黛妃與女皇》（The Queen）
- 最佳動畫影片：美國 George MILLER 執導的《快樂腳》（Happy Feet）
- 最佳紀錄片：美國 Davis GUGGENHEIM 執導的《不願面對的真相》（An Inconvenient Truth）
- 最佳外語片：德國弗洛里安·亨克爾·馮·杜能斯馬克執導的《竊聽風暴》（Das Leben der Anderen）

### 歐洲電影獎（第20屆）
- 最佳影片：Cristian MUNGIU - 4 LUNI, 3 SAPTAMANI SI 2 ZILE 《四月三週又兩天》
- 最佳導演：Cristian MUNGIU - 4 LUNI, 3 SAPTAMANI SI 2 ZILE 《四月三週又兩天》
- 最佳劇本：Fatih AKIN - AUF DER ANDEREN SEITE 《天堂邊緣》
- 最佳男主角：Sasson GABAI - BIKUR HATIZMORET 《樂隊來訪時》
- 最佳女主角：Helen MIRREN - THE QUEEN 《黛妃與女皇》

### 台灣金馬獎（第44屆）
- 最佳影片：李安的《色，戒》
- 最佳導演：李安，《色，戒》
- 最佳原著劇本：Tony AYRES，《意》
- 最佳改編劇本：王蕙玲、James SCHAMUS，《色，戒》
- 最佳男主角：梁朝偉，《色，戒》
- 最佳女主角：陳冲，《意》
- 終身成就獎：楊德昌
- 國際影評人費比西獎：鈕承澤的《情非得已之生存之道》

## 國際影展

### 柏林影展（第57屆）

#### 評審團
- 評審團主席：Paul SCHRADER ──保羅·許拉德，美國男導演。
- Hiam ABBASS ──海雅·阿巴斯，巴勒斯坦女演員
- Mario ADORF ──馬里歐·阿多夫，德國男演員
- Willem DAFOE ──威廉·達佛，美國男演員
- Gael GARCÍA BERNAL ──蓋爾·軋西亞·貝納，墨西哥男演員
- 施南生（SHI Nansun），香港女製片
- Molly Marlene STENSGÅRD ──茉莉·瑪蓮·史丹斯果，丹麥女剪接師

#### 得獎名單
- 金熊獎：中國王全安（WANG Quanan）導演，《圖雅的婚事》（TUYA'S MARRIAGE）
- 評審團大獎：阿根廷艾瑞爾·羅特（Ariel ROTTER）導演，EL OTRO《另一種存在》
- 最佳導演：約瑟夫·席達（Joseph CEDAR）於以色列影片 BEAUFORT《波佛》
- 最佳男演員：胡里歐·查維茲（Julio CHÁVEZ）於阿根廷影片 EL OTRO《另一種存在》
- 最佳女演員：妮娜·霍斯（Nina HOSS）於德國影片 YELLA《耶萊》

### 坎城影展（第60屆）

#### 評審團
- 評審團主席：Stephen FREARS ─史蒂芬·弗萊爾斯，英國男導演。
- 張曼玉（Maggie CHEUNG），香港女演員。
- Toni COLLETTE ──東妮·寇雷特，澳大利亞女演員。
- Maria DE MEDEIROS ──瑪莉亞·德·梅德羅斯，葡萄牙女演員兼導演。
- Sarah POLLEY ──莎拉·波利，加拿大女演員兼導演。
- Marco BELLOCCHIO ──馬可·貝洛凱歐，義大利男導演。
- Orhan PAMUK ──奧罕·帕幕克，土耳其男作家。
- Michel PICOLLI ──米歇·皮柯里，法國男演員兼導演。
- Abderrahmane SISSAKO ──阿布代拉曼·西沙可，茅利塔尼亞男導演。

#### 得獎名單
- 金棕櫚獎：Cristian MUNGIU——4 LUNI, 3 SAPTAMANI SI 2 ZILE 《四月三週又兩天》
- 評審團大獎：河瀨直美——《殯之森》
- 最佳導演：Julian SCHNABEL - LE SCAPHANDRE ET LE PAPILLON 《潛水鐘與蝴蝶》
- 最佳劇本：Fatih AKIN——AUF DER ANDEREN SEITE 《天堂邊緣》
- 最佳男演員：Konstantin LAVRONENKO，演出IZGNANIE《將愛放逐》Andrey ZVYAGINTSEV 導演
- 最佳女演員：全道嬿，演出《密陽》李滄東導演
- 評審團獎：Marjane SATRAPI 及 Vincent PARONNAUD - PERSEPOLIS 《茉莉人生》；跟 Carlos REYGADAS - STELLET LICHT 《寂靜之光》並列
- 六十週年紀念獎：葛斯·范·桑 (Gus VAN SANT) - PARANOID PARK 《迷幻公園》
- 金攝影機獎：Etgar KERET 及 Shira GEFFEN - MEDUZOT 《藍色果凍海》；特別提名：Anton CORBIJN - CONTROL 《控制》

更詳細的名單，請見第60届戛纳国际电影节

### 威尼斯影展（第64屆）

#### 評審團
- 評審團主席：張藝謀（ZHANG Yimou），中國男導演。
- Catherine BREILLAT ──卡特琳·布黑亞，法國女導演。
- Jane CAMPION ──珍·康平，紐西蘭女導演。
- Emanuele CRIALESE ──艾曼紐埃耳·柯里阿雷斯，義大利男導演。
- Alejandro GONZÁLEZ IÑÁRRITU ──亞歷韓德羅·弓札雷斯·伊納黎圖，墨西哥男導演。
- Ferzan OZPETEK ──費贊·歐茲佩提克，土耳其男導演。
- Paul VERHOEVEN ──保羅·韋赫芬，荷蘭男導演。

#### 得獎名單
- 金獅獎：李安 ─ 《色，戒》
- 最佳導演銀獅獎：布萊恩·狄帕瑪（Brian DE PALMA）─ 《REDACTED》
- 評審團特別獎：阿布德拉提夫·柯奇許（Abdellatif KECHICHE）－ LA GRAINE ET LE MULET 《種子跟鯔魚》以及 Todd HAYNES － I'M NOT THERE : SUPPOSITIONS ON A FILM CONCERNING DYLAN 《巴布狄倫的七段航程》
- 最佳男演員：布萊德·彼特在電影《刺殺傑西》（THE ASSASSINATION OF JESSE JAMES BY THE COWARD ROBERT FORD）由 Andrew DOMINIK 導演
- 最佳女演員：凱特·布蘭琪在電影《巴布狄倫的七段航程》（I'M NOT THERE : SUPPOSITIONS ON A FILM CONCERNING DYLAN）由 Todd HAYNES 導演
- 最佳新進演員（馬斯楚安尼獎）：阿芙皙雅·艾吉（Hafsia HERZI）在電影《種子跟鯔魚》（LA GRAINE ET LE MULET）由阿布德拉提夫·柯奇許導演
- 最佳技術貢獻：Rodrigo PRIETO 攝影指導《色，戒》由李安導演
- 最佳劇本：保羅·拉維提（Paul LAVERTY）在電影《自由國度》（IT'S A FREE WORLD...）由肯洛區導演
- 特別金獅獎：尼基塔·米哈爾科夫（Nikita MIKHALKOV）表彰他所有的作品的成就
- 終身成就金獅獎：貝納多·貝托魯奇、提姆·波頓

更詳細的名單，請見第64届威尼斯国际电影节

## 逝世影人

### 第一季
- 1月1日：Albert Issac Bezzerides，美國男編劇。（1908年出生）
- 1月2日：Sergio Jiménez，墨西哥男演員。（1937年出生）
- 1月4日：Steve Krantz，美國男製片。（1923年出生）
- 1月4日：Ben Gannon，澳大利亞男製片。（1952年出生）
- 1月4日：Helen Hill，美國女片頭設計，被謀殺。（1970年出生）
- 1月6日：Charmion King，加拿大女演員。（1925年出生）
- 1月8日：Yvonne de Carlo，加拿大女演員。（1922年出生）
- 1月8日：Han Bong-Soo，南韓男動作導演。（1931年出生）
- 1月8日：Iwao Takamoto，美國日裔男導演。（1925年出生）
- 1月10日：Carlo Ponti，義大利男製片。（1912年出生）
- 1月11日：Solveig Dommartin，法國女演員。（1961年出生）
- 1月13日：吳風，台灣男演員。（1929年出生）
- 1月14日：Barbara Kelly，英國女演員。（1924年出生）
- 1月16日：Ron Carey，美國男演員。（1935年出生）
- 1月19日：Gerhard Bronner，奧地利男作曲家。（1922年出生）
- 1月19日：丹尼·達赫蒂，美國男作曲家。（1940年出生）
- 1月20日：Alfredo Ripstein，墨西哥男製片。（1916年出生）
- 1月24日：Krystyna Feldman，波蘭女演員。（1916年出生）
- 1月27日：Marcheline Bertrand，美國女演員。（1950年出生）
- 2月8日：Anna Nicole Smith，美國女演員。（1967年出生）
- 3月1日：Colette Brosset，法國女演員。（1922年出生）

### 第二季
- 4月11日：Roscoe Lee Browne，美國男演員、劇場導演。（1925年出生）
- 4月19日：Jean-Pierre Cassel，法國男演員。（1932年出生）
- 5月7日：Nicholas Worth，美國男演員。（1938年出生）
- 5月29日：Wallace Seawell，美國攝影師。（1916年出生）
- 5月30日：Jean-Claude Brialy，法國男演員。（1933年出生）
- 6月25日：Claude Brosset，法國男演員。（1943年出生）
- 6月29日：楊德昌，台灣男導演。（1947年出生）

### 第三季
- 7月22日：Ulrich Mühe，德國男演員。（1953年出生）
- 7月23日：Henri Glaeser，法國男導演。（1929年出生）
- 7月23日：George Tabori，匈牙利男導演、演員。（1914年出生）
- 7月29日：Michel Serrault，法國男演員。（1928年出生）
- 7月30日：Ingmar Bergman，瑞典男導演。（1918年出生）
- 7月30日：Michelangelo Antonioni，義大利男導演。（1912年出生）
- 8月8日：Melville Shavelson，美國男導演、演員。（1917年出生）
- 8月23日：Robert Symonds，美國男演員。（1926年出生）
- 8月28日：梅木美代志，日本女演員。（1929年出生）